# Ostheim (Ihringen)
Ostheim ist eine abgegangene Ortschaft in der Gemarkung von Ihringen am Kaiserstuhl im Südwesten von Baden-Württemberg. 
Von der einst nördlich von Ihringen gelegenen Siedlung ist heute nichts mehr vorhanden. Vermutlich ging der Ort im heutigen Ihringen auf und lag etwa im Ortsbereich bei der Scherkhofenstraße bzw. der Schlichtengasse. 
In einem Berain der Besitzrechte des Klosters Adelhausen wird Ostheim im 14. Jahrhundert noch erwähnt.